# Nérignac
Nérignac est une commune du Centre-Ouest de la France, située dans le département de la Vienne en région Nouvelle-Aquitaine.

## Géographie
Les habitants et habitantes de la commune de Nérignac sont appelés les Nérignacois et les Nérignacoises.

### Communes limitrophes
Les villes voisines sont Moussac, Persac, Queaux, L'Isle-Jourdain, Adriers.
La grande ville la plus proche de Nérignac est Poitiers et se trouve à 43,66 km au nord-ouest à vol d'oiseau.
|         | Persac   |  |
| Moussac | Nérignac |  |
|         | Adriers  |  |

### Climat
Pour des articles plus généraux, voir Climat de la Nouvelle-Aquitaine et Climat de la Vienne.
Historiquement, la commune est exposée à un climat océanique du nord-ouest.  
En 2020, Météo-France publie une typologie des climats de la France métropolitaine dans laquelle la commune est exposée à un climat océanique altéré et est dans la région climatique  Poitou-Charentes, caractérisée par un bon ensoleillement, particulièrement en été et des vents modérés.
Pour la période 1971-2000, la température annuelle moyenne est de 11,8 °C, avec une amplitude thermique annuelle de 14,7 °C. Le cumul annuel moyen de précipitations est de 879 mm, avec 12,4 jours de précipitations en janvier et 7,3 jours en juillet. Pour la période 1991-2020, la température moyenne annuelle observée sur la station météorologique la plus proche, située sur la commune du Vigeant à 9,86 km à vol d'oiseau, est de 12,4 °C et le cumul annuel moyen de précipitations est de 781,8 mm,. Pour l'avenir, les paramètres climatiques de la commune estimés pour 2050 selon différents scénarios d’émission de gaz à effet de serre sont consultables sur un site dédié publié par Météo-France en novembre 2022.

### Voies de communication et transports
La gare la plus proche de Nérignac se trouve à Lussac-les-Châteaux (12,26 km), Montmorillon (17,62 km), Lathus-Saint-Rémy (18,83 km).

## Urbanisme

### Typologie
Au 1er janvier 2024, Nérignac est catégorisée commune rurale à habitat dispersé, selon la nouvelle grille communale de densité à sept niveaux définie par l'Insee en 2022.
Elle est située hors unité urbaine et hors attraction des villes,.

### Occupation des sols
L'occupation des sols de la commune, telle qu'elle ressort de la base de données européenne d’occupation biophysique des sols Corine Land Cover (CLC), est marquée par l'importance des territoires agricoles (88,9 % en 2018), en diminution par rapport à 1990 (96,9 %). La répartition détaillée en 2018 est la suivante : 
prairies (40,8 %), zones agricoles hétérogènes (37,7 %), terres arables (10,5 %), zones urbanisées (6,4 %), forêts (4,7 %). L'évolution de l’occupation des sols de la commune et de ses infrastructures peut être observée sur les différentes représentations cartographiques du territoire : la carte de Cassini (XVIIIe siècle), la carte d'état-major (1820-1866) et les cartes ou photos aériennes de l'IGN pour la période actuelle (1950 à aujourd'hui).

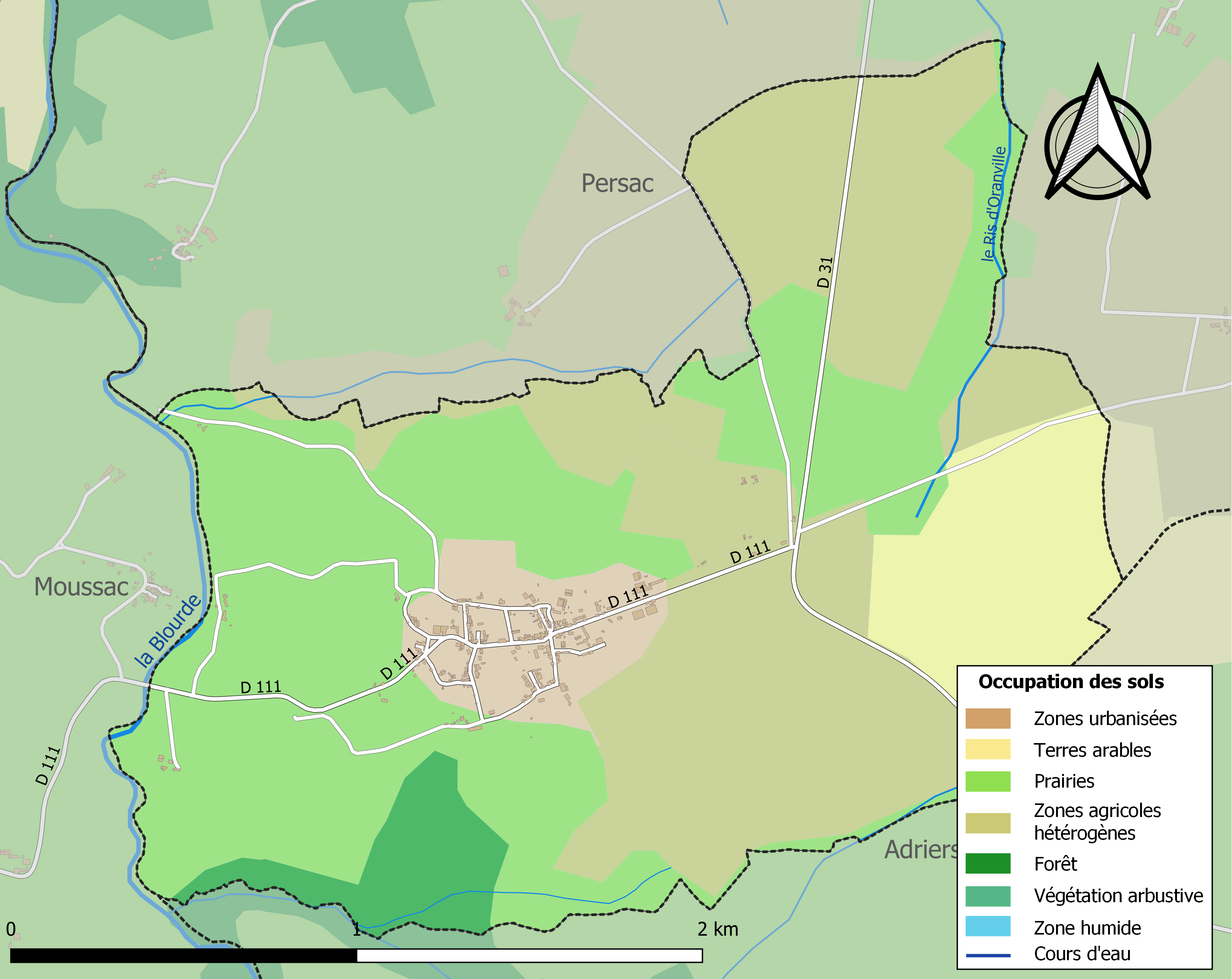
Carte des infrastructures et de l'occupation des sols de la commune en 2018 (CLC).

### Risques majeurs
Le territoire de la commune de Nérignac est vulnérable à différents aléas naturels : météorologiques (tempête, orage, neige, grand froid, canicule ou sécheresse), inondations, mouvements de terrains et séisme (sismicité faible). Il est également exposé à deux risques technologiques,  le transport de matières dangereuses et le risque nucléaire, et à un risque particulier : le risque de radon. Un site publié par le BRGM permet d'évaluer simplement et rapidement les risques d'un bien localisé soit par son adresse soit par le numéro de sa parcelle.

#### Risques naturels
Certaines parties du territoire communal sont susceptibles d’être affectées par le risque d’inondation par débordement de cours d'eau, notamment la Blourde. La commune a été reconnue en état de catastrophe naturelle au titre des dommages causés par les inondations et coulées de boue survenues en 1982, 1984, 1999 et 2010,.

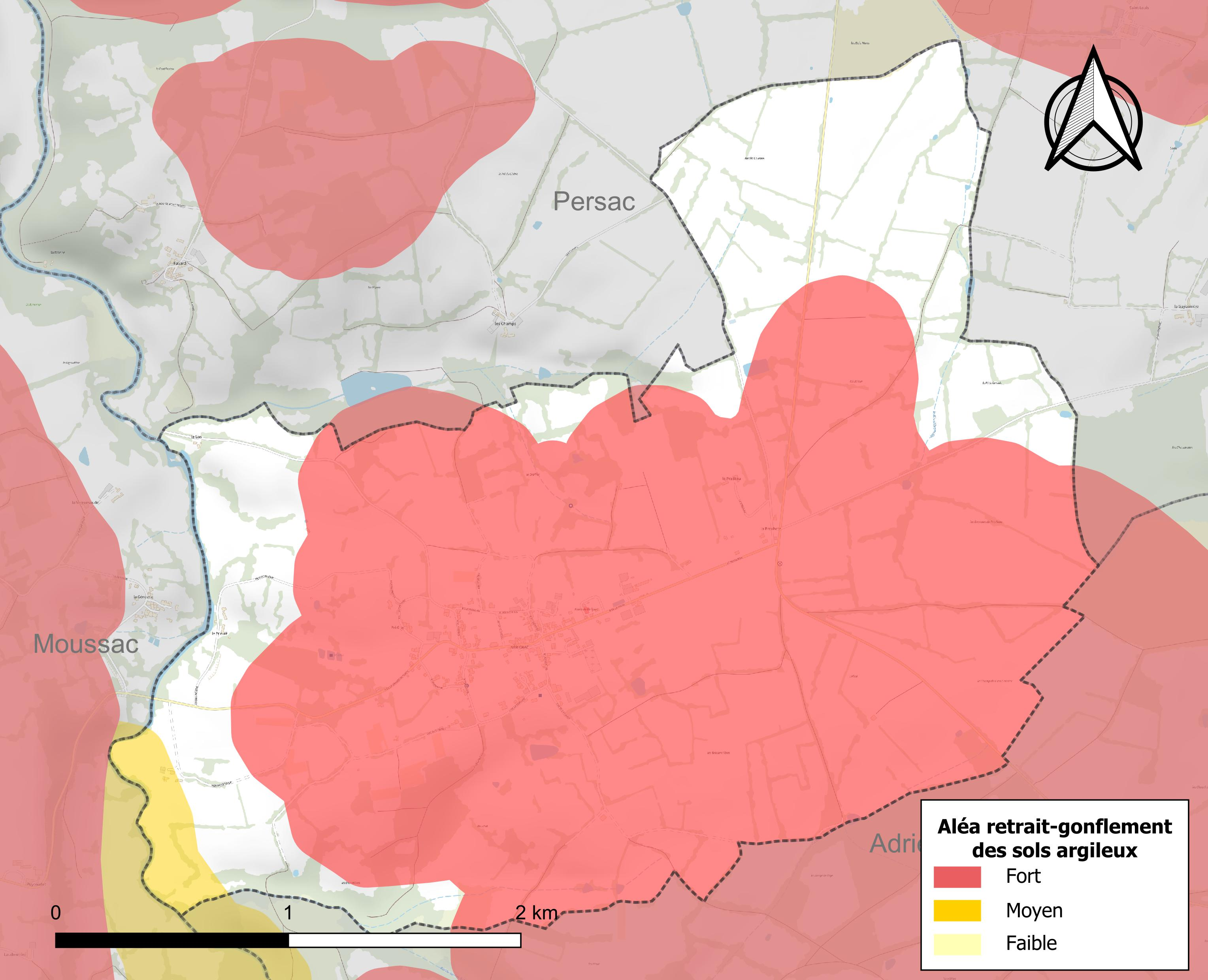
Carte des zones d'aléa retrait-gonflement des sols argileux de Nérignac.

Les mouvements de terrains susceptibles de se produire sur la commune sont des tassements différentiels. Le retrait-gonflement des sols argileux est susceptible d'engendrer des dommages importants aux bâtiments en cas d’alternance de périodes de sécheresse et de pluie. 72,2 % de la superficie communale est en aléa moyen ou fort (79,5 % au niveau départemental et 48,5 % au niveau national). Depuis le 1er octobre 2020, en application de la loi ÉLAN, différentes contraintes s'imposent aux vendeurs, maîtres d'ouvrages ou constructeurs de biens situés dans une zone classée en aléa moyen ou fort,.
La commune a été reconnue en état de catastrophe naturelle au titre des dommages causés par des mouvements de terrain en 1999 et 2010.

#### Risque technologique
La commune étant située dans le périmètre du plan particulier d'intervention (PPI) de 20 km autour de la centrale nucléaire de Civaux, elle est exposée au risque nucléaire. En cas d'accident nucléaire, une alerte est donnée par différents médias (sirène, sms, radio, véhicules). Dès l'alerte, les personnes habitant dans le périmètre de 2 km se mettent à l'abri. Les personnes habitant dans le périmètre de 20 km peuvent être amenées, sur ordre du préfet, à évacuer et ingérer des comprimés d’iode stable,,.

#### Risque particulier
Dans plusieurs parties du territoire national, le radon, accumulé dans certains logements ou autres locaux, peut constituer une source significative d’exposition de la population aux rayonnements ionisants. Selon la classification de 2018, la commune de Nérignac est classée en zone 3, à savoir zone à potentiel radon significatif.

## Toponymie
Le nom du village proviendrait de l’anthroponyme gallo-romain Narinius ou Nerinius avec le suffixe latin de propriété "-acum" devenu "-ac" et signifiant "domaine de Narinius".

## Politique et administration

### liste des maires
| Période                                  | Période   | Identité     | Étiquette | Qualité |
| ---------------------------------------- | --------- | ------------ | --------- | ------- |
| mars 2001                                | mars 2014 | Jean Broquet |           |         |
| mars 2014                                | En cours  | Marc Dailler |           |         |
| Les données manquantes sont à compléter. |           |              |           |         |

### Instances judiciaires et administratives
La commune relève du Tribunal Judiciaire de Poitiers et de la Cour d'Appel  de Poitiers, du tribunal de commerce de Poitiers, du tribunal administratif de Poitiers et de la cour administrative d'appel  de  Bordeaux, de la cour d’assises de la Vienne.

## Démographie
L'évolution du nombre d'habitants est connue à travers les recensements de la population effectués dans la commune depuis 1793. Pour les communes de moins de 10 000 habitants, une enquête de recensement portant sur toute la population est réalisée tous les cinq ans, les populations de référence des années intermédiaires étant quant à elles estimées par interpolation ou extrapolation. Pour la commune, le premier recensement exhaustif entrant dans le cadre du nouveau dispositif a été réalisé en 2008.

En 2022, la commune comptait 117 habitants, en évolution de −5,65 % par rapport à 2016 (Vienne : +0,6 %, France hors Mayotte : +2,11 %).
| 1793 | 1800 | 1806 | 1821 | 1831 | 1836 | 1841 | 1846 | 1851 |
| ---- | ---- | ---- | ---- | ---- | ---- | ---- | ---- | ---- |
| 210  | 194  | 190  | 207  | 207  | 239  | 222  | 208  | 269  |

| 1856 | 1861 | 1866 | 1872 | 1876 | 1881 | 1886 | 1891 | 1896 |
| ---- | ---- | ---- | ---- | ---- | ---- | ---- | ---- | ---- |
| 266  | 248  | 264  | 270  | 265  | 327  | 291  | 282  | 276  |

| 1901 | 1906 | 1911 | 1921 | 1926 | 1931 | 1936 | 1946 | 1954 |
| ---- | ---- | ---- | ---- | ---- | ---- | ---- | ---- | ---- |
| 263  | 263  | 285  | 251  | 282  | 240  | 245  | 239  | 225  |

| 1962 | 1968 | 1975 | 1982 | 1990 | 1999 | 2006 | 2008 | 2013 |
| ---- | ---- | ---- | ---- | ---- | ---- | ---- | ---- | ---- |
| 202  | 189  | 199  | 168  | 159  | 139  | 141  | 141  | 126  |

| 2018 | 2022 | - | - | - | - | - | - | - |
| ---- | ---- | - | - | - | - | - | - | - |
| 123  | 117  | - | - | - | - | - | - | - |

En 2008, selon l’INSEE,  la densité de population de la commune était de 32 hab./km2, 61 hab./km2 pour le département, 68 hab./km2 pour la région Poitou-Charentes et 115 hab./km2 pour la France.

## Économie
Selon la direction régionale de l'Alimentation, de l'Agriculture et de la Forêt de Poitou-Charentes, il n'y a plus que cinq exploitations agricoles en 2010 contre sept en 2000.
Les surfaces agricoles utilisées ont augmenté et sont passées de 469 hectares en 2000 à 491 hectaresen 2010. Ces chiffres indiquent une concentration des terres sur un nombre plus faible d’exploitations. Cette tendance est conforme à l’évolution  constatée sur tout le département de la Vienne puisque de 2000 à 2007, chaque exploitation a gagné en moyenne 20 hectares.
20 % des surfaces agricoles sont destinées à la culture des céréales (blé tendre et orges), 44 % pour le fourrage et 29 % reste en herbes. En 2000, un hectare (zéro en 2010) était consacré à la vigne.
Trois exploitations en 2010 (contre cinq en 2000) abritent un élevage de bovins (204 têtes en 2010 contre 161 têtes en 2000). Cinq exploitations en 2010 comme en 2000 abritent un élevage d'ovins en expansion (2 549 têtes en 2010 contre 2 360 têtes en 2000). C'est un des troupeaux importants du département de la Vienne qui,en 2011, comptait 214 300 têtes. L'élevage de volailles a disparu au cours de cette décennie.

## Culture locale et patrimoine

### Lieux et monuments
- Église Saint-Blaise de Nérignac. Elle est inscrite à l'Inventaire général du patrimoine culturel[30].

## Sources